# Cortana
Cortana var ett digital assistent-program utvecklat av Microsoft för Windows Phone 8.1. Assistenten fanns också tillgänglig för användare av Windows 10, iOS, Android, och Xbox One. Cortana demonstrerades för första gången vid Microsoft BUILD Developer Conference år 2014. Support för Cortana i Microsoft Outlook och Microsoft 365 upphörde hösten 2023.
Cortana kunde ställa in påminnelser, känna igen naturliga röster utan krav på tangentbordsinmatning och svara på frågor med information och webbresultat från Bing-sökmotorn.
Cortana fanns tillgänglig på engelska, portugisiska, franska, tyska, italienska, spanska, kinesiska och japanska språkversionerna, beroende på mjukvaruplattform och region.